# Kvarteret Dihlströms

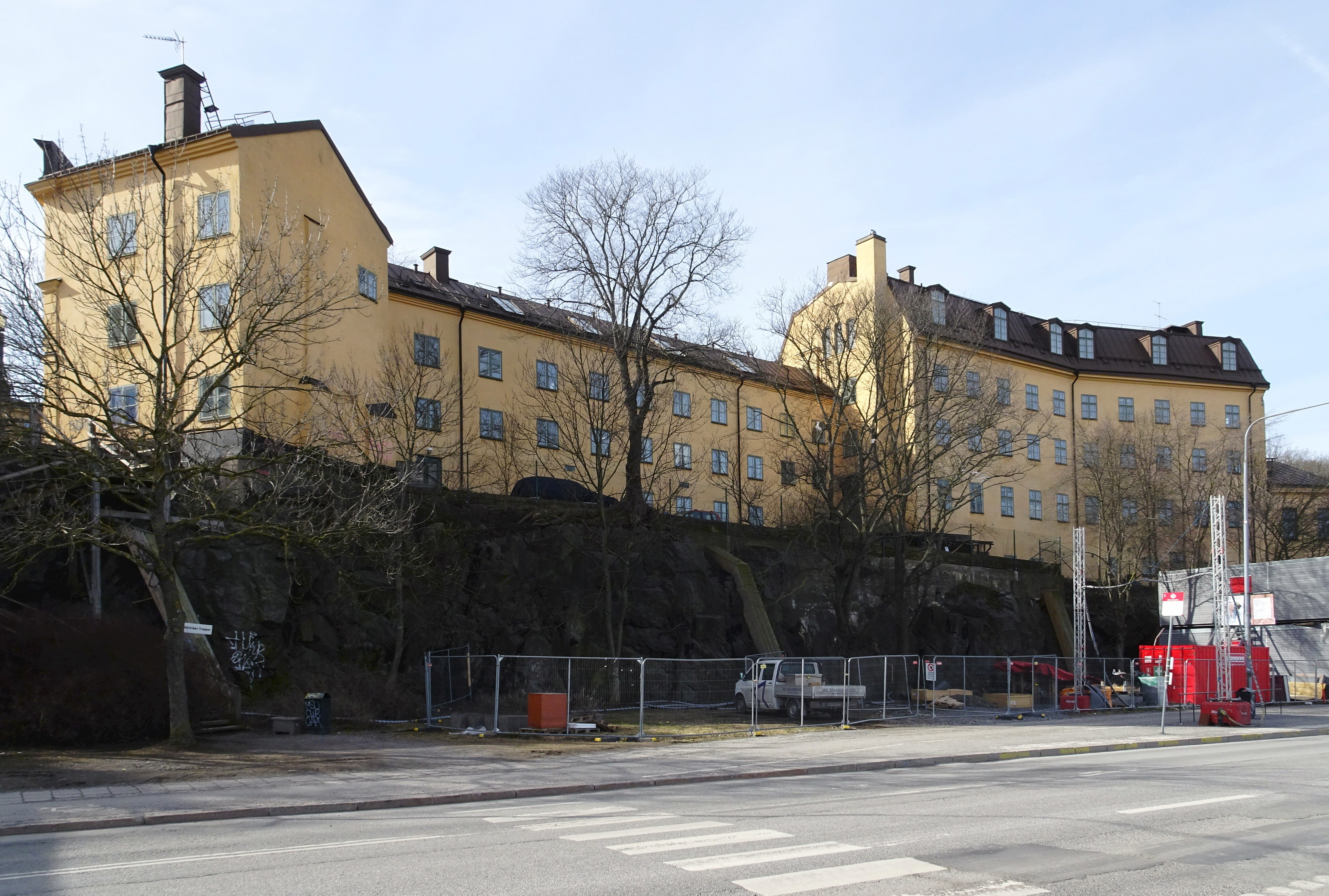
Fasaderna mot Katarinavägen, 2019.

Kvarteret Dihlströms är ett kvarter på Södermalm i centrala Stockholm beläget mellan Glasbruksgatan och Katarinavägen som tidigare inrymde den Dihlströmska arbetsinrättningen. Sedan 1970-talet innehåller kvarteret konstnärsateljéer och lokaler för kulturella verksamheter. Fastigheten är blåmärkt av Stadsmuseet i Stockholm, vilket innebär att den utgör "synnerligen höga kulturhistoriska värden". Trappvägen ner mot Katarinavägen öster om kvarteret heter Dihlströms trappor.

## Kvarteret
Tidigare kvartersnamn var Glasbruket mindre och Terrassen. Nuvarande kvartersnamn Dihlstöms används sedan början av 2000-talet. Kvarteret består av en enda fastighet Dihlströms 1.

## Historia

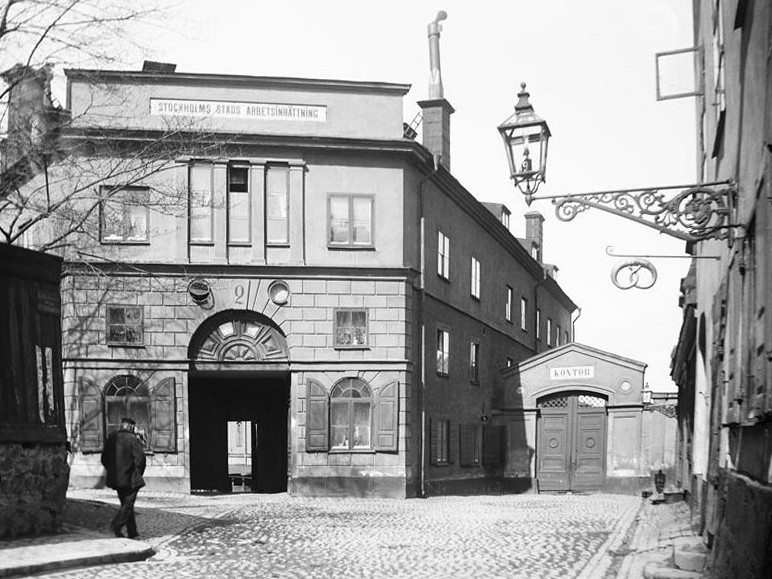
Stockholms stads arbetsinrättning, 1900.

Kvarterets bebyggelse uppfördes i två omgångar. Den äldsta delen är från 1820-talet och kom till genom  klädesfabrikör Pehr Dihlströms initiativ, som gett namn åt kvarteret. Den nyare delen uppfördes av Stockholms stad vid mitten av 1800-talet då staden tog över kvarteret och inrättade en arbetsinrättning, den Dihlströmska arbetsinrättningen. Upp till 800 personer kunde vara intagna på inrättningen, antingen frivilligt eller dömda för lösdriveri eller för skulder till fattigvården. Verksamheten kvarstod i kvarteret till 1905. Delar av bebyggelsen revs kort därefter för att ge plats för framdragandet av Katarinavägen.

## Husets vidare öden
Efter att den Dihlströmska inrättningen hade flyttat 1905 blev kvarteret ungkarlshotell kallat "Träffen". I mitten av 1940-talet genomfördes en större ombyggnad och modernisering av interiören efter ritningar av arkitekterna Axel Grönwall och Ernst Hirsch. Verksamheten som ungkarlshotell fortsatte ända fram till 1973. Efter initiativ från konstnären Vera Nilsson blev huset 1974 ett ateljéhus med ateljéer för olika konstnärer. Det finns (2010) 29 ateljéer i huset och verksamheten är samlad i Ateljéföreningen Glasbruksgatan. Stockholm stad har sedan 2002 en stipendieateljé i den forna kyrksalen som tillhörde arbetsinrättningen. Bland konstnärerna som hade sin ateljé i huset fanns Olle Bonniér.

Nutida bilder
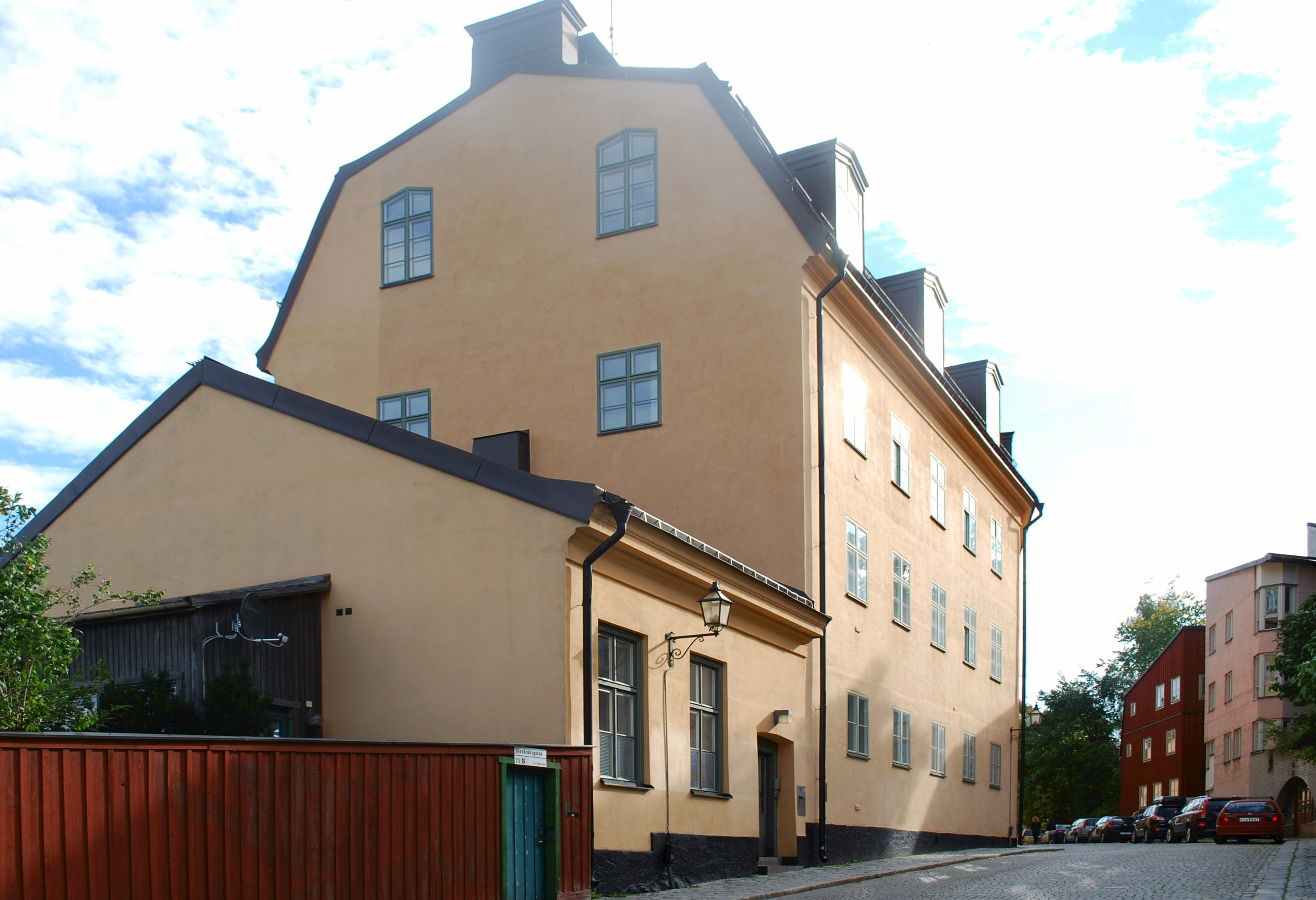
Fasad mot Glasbruksgatan.
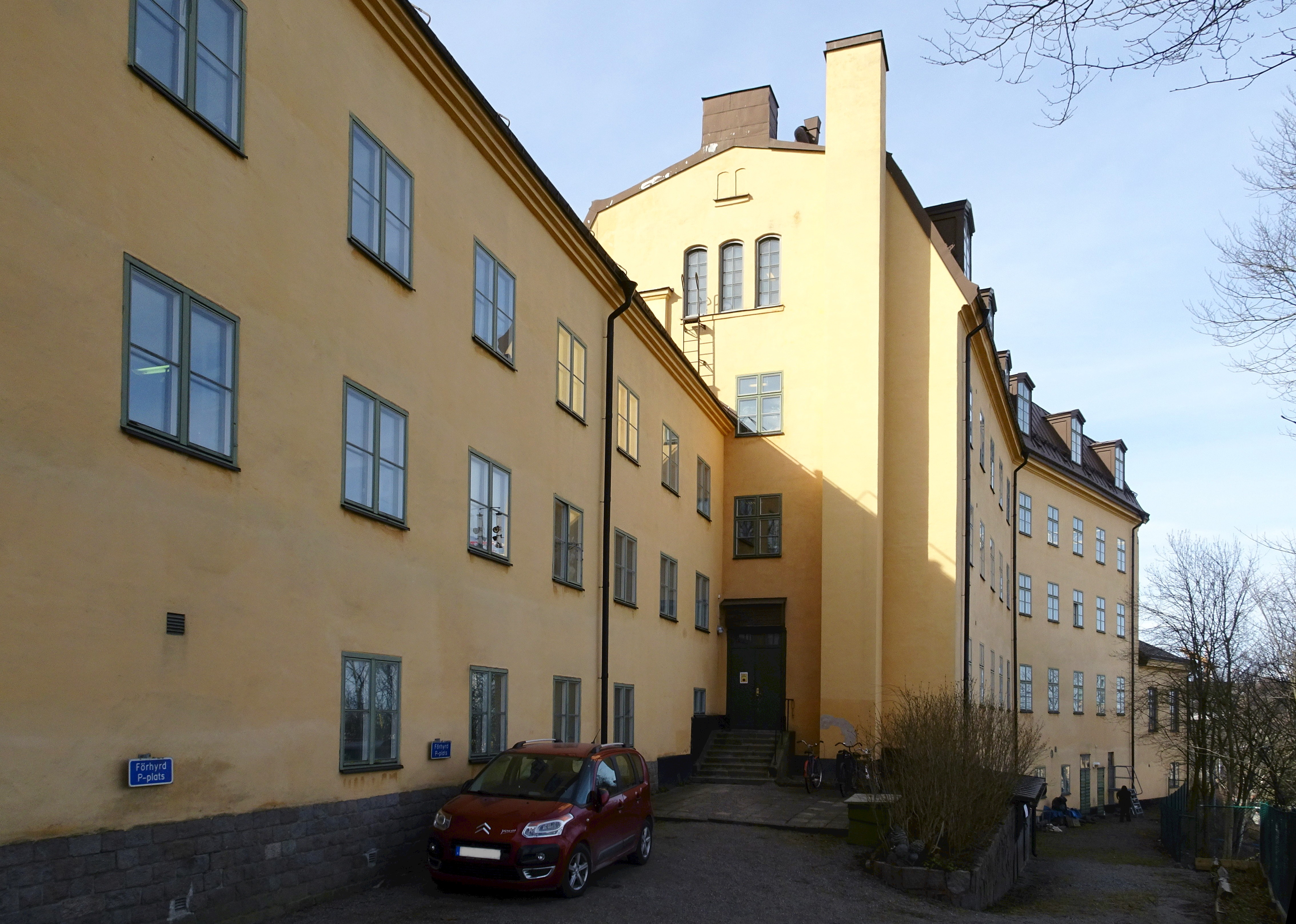
Fasaderna mot innergården.
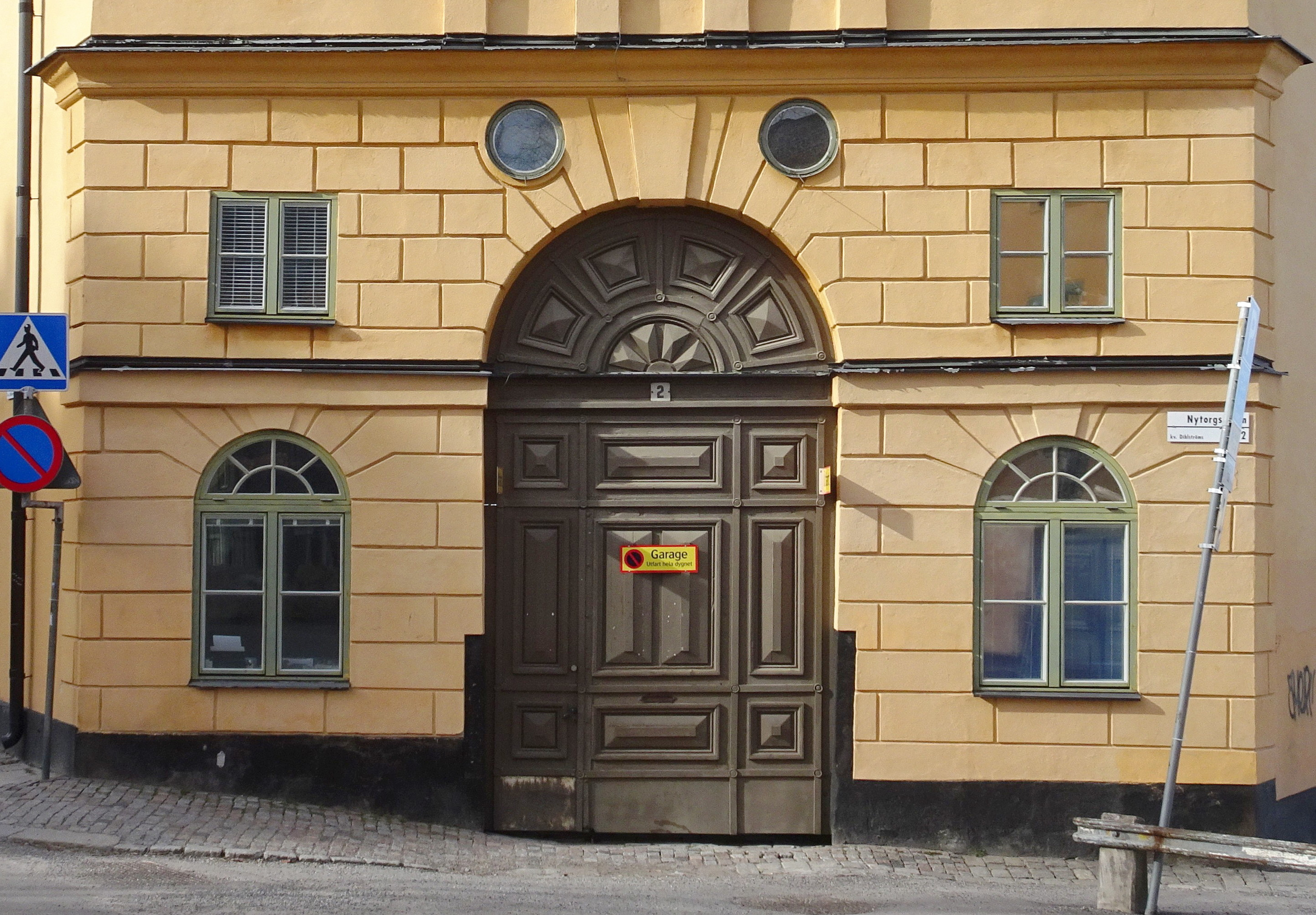
Entréportalen mot Nytorgsgatan.
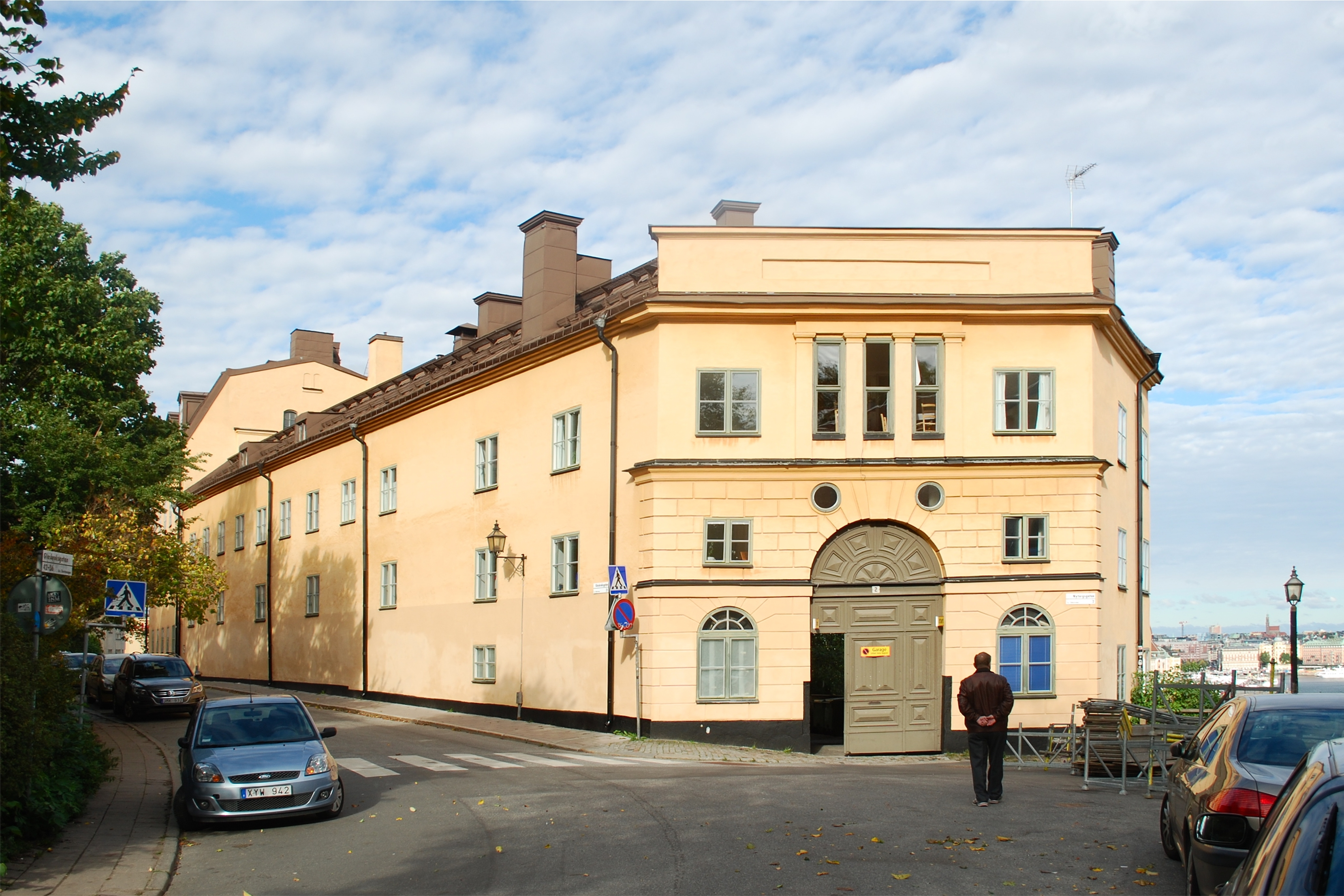
Fasaderna mot Glasbruksgatan och Nytorgsgatan.